# Lví král 2: Simbův příběh
Lví král 2: Simbův příběh (v anglickém originále The Lion King II: Simba's Pride) je americký animovaný film z roku 1998, který natočil režisér Darrell Rooney. Snímek je volným pokračováním filmu Lví král z roku 1994.
Film nebyl promítán v kinech, byl vydán přímo na VHS 27. října 1998, na DVD potom poprvé v limitované edici 23. listopadu 1999.

## Děj
Simbovi a Nale se narodila neposedná a svéhlavá dcera Kiara. Simba ji přehnaně chrání před nebezpečím; proto pověří své dva přátele, surikatu Timona a prase Pumbu, aby ji hlídali. Přesto se Kiaře jednoho dne podaří utéci až za hranice Lví říše, kde žijí Vyhnanci – příznivci krutovládce Scara, který zemřel v prvním dílu. Zde se seznámí s malým Kovu, synem Ziry. Kovu je velmi samostatný a milý, když společně utečou divokým krokodýlům, spřátelí se spolu.
Kiaru však hledají její rodiče a Kovua jeho matka Zira, vůdkyně Vyhnanců, jež nahradila Scara a jež je plná nenávisti k Simbovi, kterou stále vštěpuje i Kovuovi. Při vzájemném setkání Simbovi s výhrůžkami vyčítá, že její smečku vyhnal mimo Lví říši.
Když Kiara vyroste, vydává se na svůj první lov. Simba slíbí své dceři, že to nechá jen na ní, ale slib poruší a Kiara, aby dokázala, že to dokáže, uteče do země vyhnanců lovit. Když Zira zjistí, že Kiara je v zemi vyhnanců, vymyslí záludný plán: pověří Kovuovy sourozence Nuku a Vitani, aby zapálili savanu. Kiara je uvězněna v ohnivém kruhu a nelze ji zachránit. Protože Kovua učili, aby nenáviděl a jednou i zabil Simbu, mladý lev Kiaru zachrání a tím si získá Simbovu důvěru.
Plán Ziry na zabití Simby Kovuem však dostane trhlinu, když se Kiara a Kovu do sebe zamilují. To Kovua promění a chce říci Simbovi o Ziřině lsti, ovšem jakmile se spolu vzdálí od Lví skály, Zira se svou smečkou na Simbu zaútočí se slovy „Výborně, Kovu, přesně jak jsme to plánovali“. Při útoku je Simba zraněn a Nuka zemře. Kovu se odvrátí od své manipulující matky a ta se rozhodne Simbovu smečku, aby využila jeho zranění, napadnout.
Simba věří, že jej Kovu zradil, a proto jej vykáže ze Lví říše. Kiara se otce snaží přesvědčit. Ten ale chce být jako svůj otec, ale Kiara uteče se slovy: „Nikdy nebudeš jako Mufasa.“ Kovua přesvědčí, aby se vrátil a požádal Simbu o přijetí. Společně přijdou ve chvíli, kdy spolu obě smečky bojují. Kiara však Simbovi domluví, že jsou všichni stejní a měli by žít v míru, jelikož když byla malá, řekl jí, že jsou všichni jedna rodina. Simbovu nabídku smíru přijme nejprve Vitani a poté všechny ostatní lvice na Ziřině straně. Ziru to rozzuří a vrhne se na Simbu, před kterého ale skočí Kiara. Obě lvice se pak zřítí na útes nad rozvodněnou řekou. Zira odtud spadne a zemře, protože odmítne Kiařinu pomoc. Nakonec se Kiara a Kovu vezmou.

## Obsazení
| Matthew Broderick | Simba (v českém znění Michal Dlouhý)    |
| Neve Campbell     | Kiara (v českém znění Barbora Kodetová) |
| Andy Dick         | Nuka (v českém znění Jan Dolanský)      |
| Robert Guillaume  | Rafiki (v českém znění Bohuslav Kalva)  |
| James Earl Jones  | Mufasa                                  |
| Moira Kelly       | Nala (v českém znění Petra Hanžlíková)  |
| Nathan Lane       | Timon (v českém znění Tomáš Trapl)      |
| Jason Marsden     | Kovu (v českém znění Saša Rašilov)      |
| Suzanne Pleshette | Zira (v českém znění Valérie Zawadská)  |
| Ernie Sabella     | Pumbaa (v českém znění Jiří Hromada)    |

## Hudba
Hudbu ve filmu napsal skladatel Nick Glennie-Smith. Ve snímku dále zaznělo šest písní, jejichž autory jsou další skladatelé a textaři:
- „He Lives in You“ (autoři: Mark Mancina, Jay Rifkin, Lebo M.; český překlad: „Žije v tobě“) – Úvodní píseň. Rafiki říká Simbovi, že zesnulý Mufasa žije v něm a na vše dohlíží.
- „We Are One“ (autoři: Tom Snow, Marty Panzer, Jack Feldman; český překlad: „Jsme jako jeden“) – Simba zpívá Kiaře o tom, že její rodina je tu pro ni.
- „My Lullaby“ (autoři: Joss Whedon, Scott Warrender; český překlad: „Má ukolébavka“) – Zira se těší, jak Kovu zabije Simbu, až vyroste.
- „Upendi“ (autoři: Kevin Quinn, Randy Petersen; český překlad: „Upendi“) – Kovu a Kiara se do sebe zamilují.
- „One of Us“ (autoři: Tom Snow, Jack Feldman; český překlad: „Jeden z nás“) – Simba vyhání Kovua ze Lví říše.
- „Love Will Find a Way“ (autoři: Tom Snow, Jack Feldman; český překlad: „Láska si najde cestu“) – Kiara a Kovu věří, že společně překonají obtíže.